# 藤原四家
藤原四家（ふじわらしけ）は、藤原不比等の四人の息子が興した藤原氏の四つの家の総称である。近年では藤原氏四家（ふじわらししけ）ともいう。
- 藤原南家 -　藤原武智麻呂（680年 - 737年）
- 藤原北家 -　藤原房前（681年 - 737年）
- 藤原式家 -　藤原宇合（694年 - 737年）
- 藤原京家 -　藤原麻呂（695年 - 737年）

この四人は「藤原四子」とも呼ばれる。
藤原は氏であり家名でも苗字でもないため、明治以前においては「藤原家」と称する公家は存在しない。藤原四家とは藤原家ではなく、藤原氏の「南家」、藤原氏の「北家」、藤原氏の「式家」及び藤原氏の「京家」の総称である。